# 春香歌
春香歌（춘향가）是朝鲜半岛传统艺术盘索里五首现存的曲目之一。其他四首分别是沈清歌（심청가）、興夫歌（흥부가）、赤壁歌（적벽가）、水宫歌（수궁가）。尽管是基于老的传统歌谣，但该歌形成现在的形式却是在1870年代的朝鲜王朝，由盘索里作曲家申在孝（신재효,Shin Jae-hyo）完成。
春香歌讲述了成春香（妓生的女儿）与李梦龙（李使道的儿子）的爱情故事。在二人私自成婚后，梦龙因父亲升迁而不得不离开春香随父亲到汉阳。新来的使道卞学道想迫使春香为妾，被其严辞拒绝，故怀恨用酷刑折磨春香，并准备将其杀害。此时梦龙因科举高中，做巡按御史回乡查访，解救了春香并惩办了卞学道。
本故事的发生地被设定为全罗道南原市，该地现今每年都举办春香节。